# Mc Socram
Marcos Alfredo Del Rio Salazar  (Chihuahua, Nuevo casas grandes, 27 de agosto de 1998), más conocido por su nombre artístico Mc Socram, es un rapero, cantante, y compositor mexicano, que incorpora a su producción musical géneros como el trap y el rap mexicano.

## Trayectoria
Nació y creció en la colonia Los Arcos en Nuevo Casas Grandes Chihuahua, de donde tomó su nombre artístico. A los 13 años aprendió a grabar sus propias canciones y a los 14 ya contaba con un estudio propio proporcionado por su amigo kratooz. Se mudó de Nuevo Casas Grandes a Chihuahua para proseguir su carrera artística. En esa ciudad se unió a LTD Records, un grupo dedicado al impulso del rap mexicano, mismo con el que continuo con sus producciones, y que dejó en 2020. En ese año colaboró con Victor Q y Daniel Apodaca en el sencillo «Mi Zona».
En abril de 2021 presentó el álbum «Keep Calm And Listen To Socram» que grabó junto a El Cora Bencomo y Daniel Quintero. En agosto de 2021 su colaboración con Miroslava y Emmanuel Orozco «Mi Primer Amor» alcanzó en pocos días miles de reproducciones en plataformas digitales. Durante la pandemia de COVID-19 compró un teclado midi y centró su creatividad en el, resultando en su producción El gato de Arrabal, producida por Kratooz Instituto Mexicano del Sonido, y tomó una semana como periodo de grabación. Previo a dicho álbum, Mc Socram ya había experimentado con reguetón y rap para una colaboración con Alan Clay.
Ha colaborado con artistas como Alan Clay, Bocca Myers y Kratooz. y anuncio una próxima colaboración con el rapero JuarenzeNapalm

## Discografía

### Álbumes de estudio
- 2011: Del Amor al Odio
- 2013: inVerso Del Corazon
- 2016: No Hay Vuelta Atras (álbum de Mc Socram)
- 2020: Keep Calm And Listen To Socram

### Álbumes colaborativos
- 2015: Amigos o algo mas (con Kratooz)
- 2019: Pokeamor (con Danny Dante)

### Como artista invitado
- 2022: Pegale (El Cora Bencomo con El Cora Bencomo)

## Premios y reconocimientos
- Premio a la canción de ayuda por el CAMP de Nuevo Casas Grandes Chihuahua.